# Арктический собор
Арктический собор (норв. Tromsdalen kirke, Ishavskatedralen) — лютеранская церковь в норвежском городе Тромсё. Официально является не собором (в городе имеется другой собор, где находится кафедра епископа), а приходской церковью прихода Тромсдален. Является одной из главных достопримечательностей города.

## История
В середине 1950-х годов совет Тромсдалена (района Тромсё) принял решение о строительстве приходской церкви. В 1957 году к рассмотрению был принят план архитектора Яна Инге Ховига, который затем был переработан. 9 ноября 1962 года было принято окончательное решение о строительстве. Работы начались 1 апреля 1964 года, а уже 19 декабря 1965 года церковь была освящена епископом Монрадом Нордервалом.
Ежегодно 14 ноября собор освещают синей подсветкой в поддержку больных диабетом.

## Архитектура
Здание имеет треугольную форму, образованную из 11 монолитных железобетонных плит, покрытых алюминиевыми пластинами, с отверстиями между ними, пропускающими дневной свет. Это формирует асимметричную форму, которая поднимается вверх от центра к торцевым стенкам. Главный фасад, фронтон, обращенный на запад, представляет собой стеклянную стену с центральным бетонным крестом. Высота западного портала собора — 35 м.

## Интерьер
Церковь рассчитана на 720 прихожан. В алтарной части находится витраж, созданный художником Виктором Спарре в 1972 году. Картина изображает руку Бога, от которой исходят три луча света — на огромную фигуру Иисуса Христа и двух стоящих рядом с ним людей. Как и в архитектуре церкви, здесь активно используется символизм числа «три».
Современный орган используется с 17 декабря 2005 года (сороковая годовщина освящения собора). Он заменил старый, установленный во время строительства церкви. Помимо собственно церковных нужд в здании проходят концерты органной музыки.

## Галерея

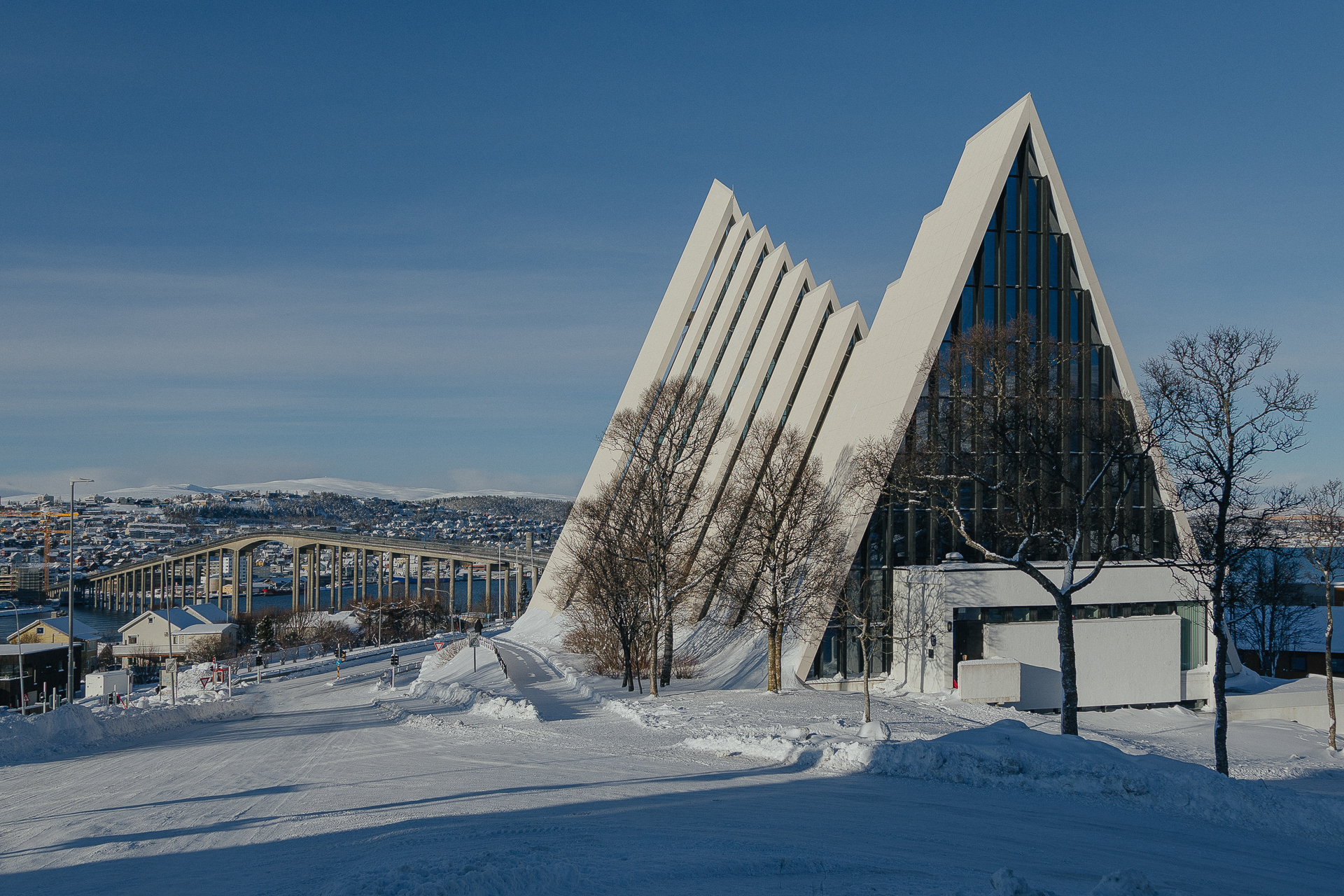
Южный фасад
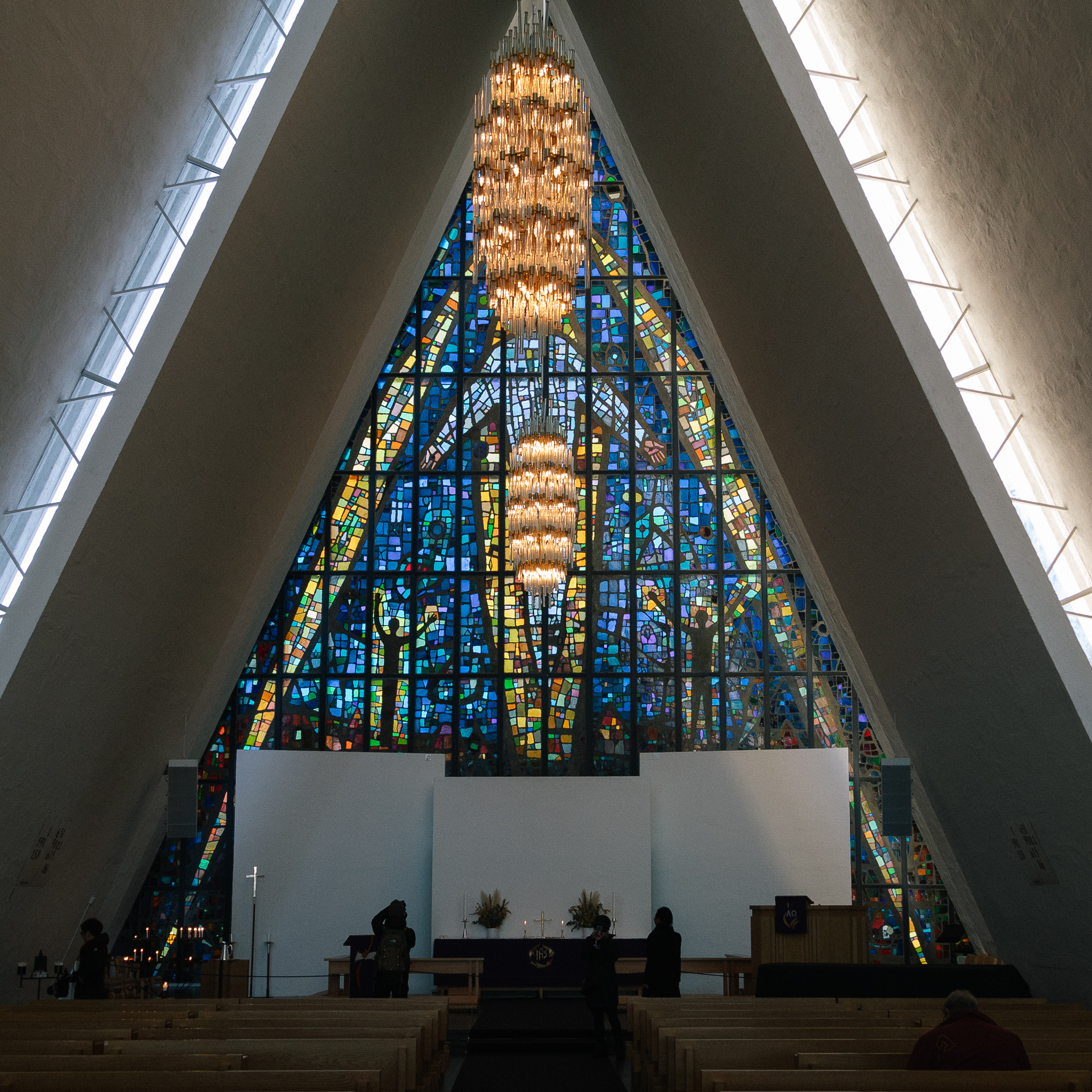
Стеклянная мозаика "Возвращение Христа"
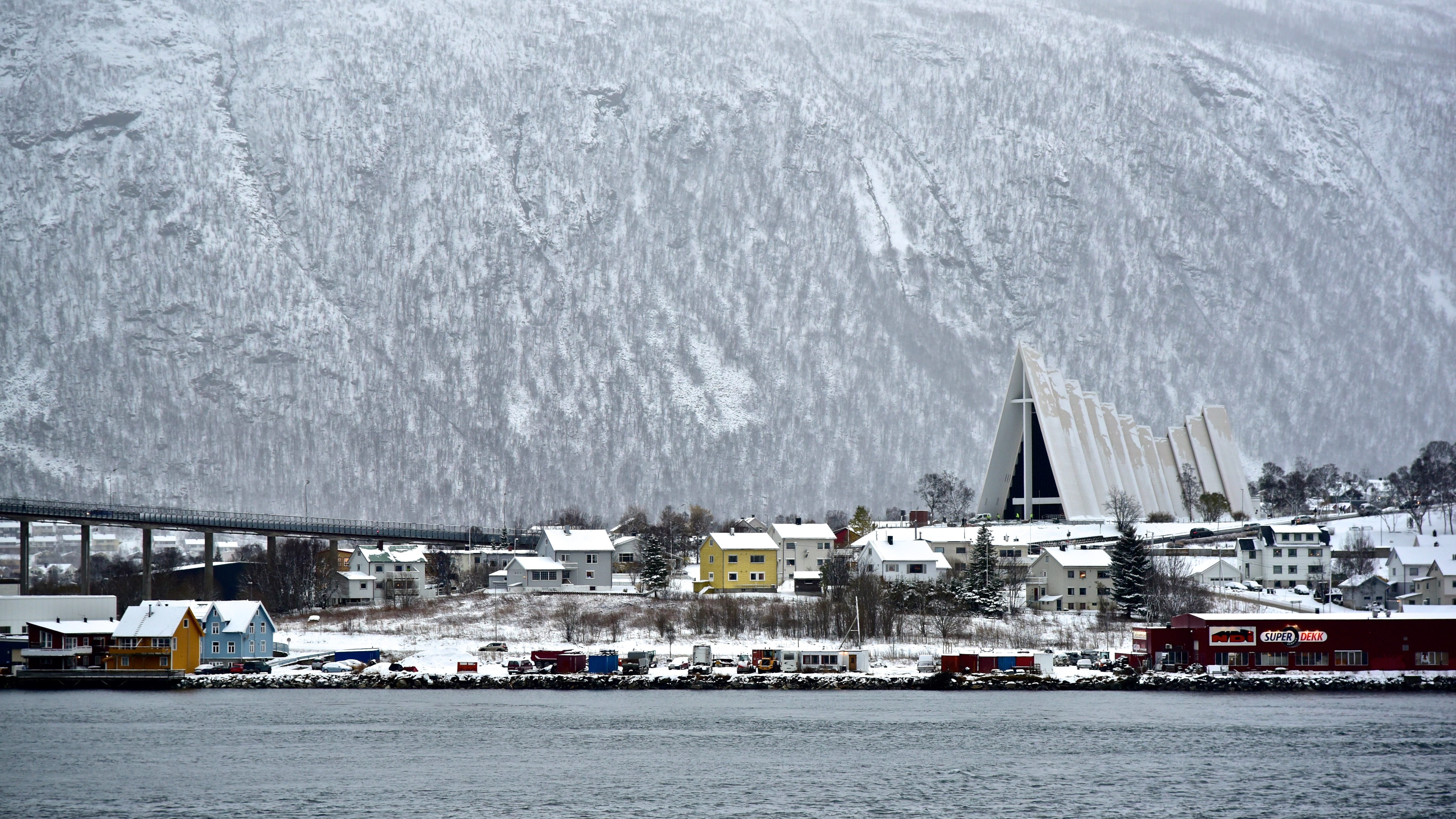
Вид из Тромсёй
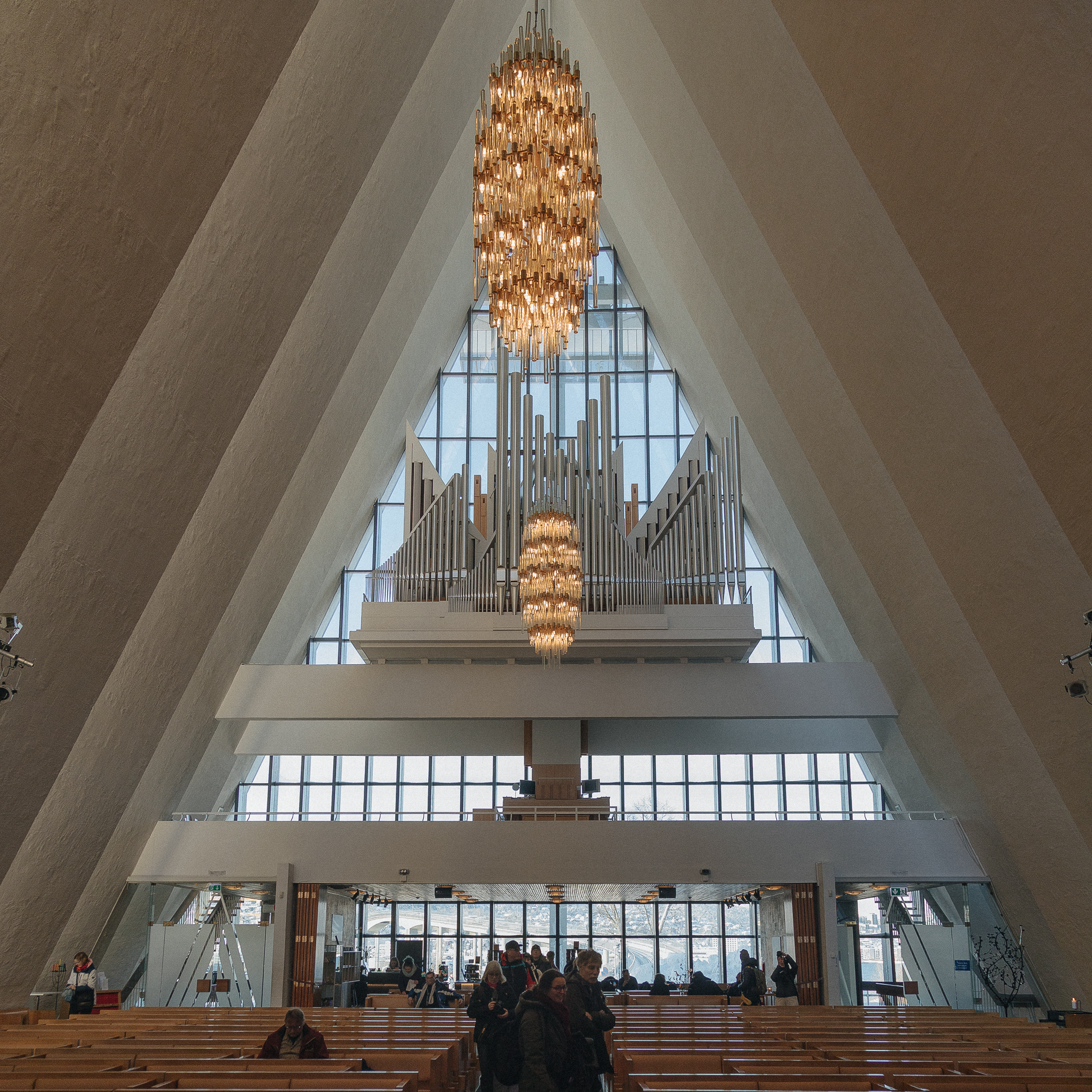
Церковный орган
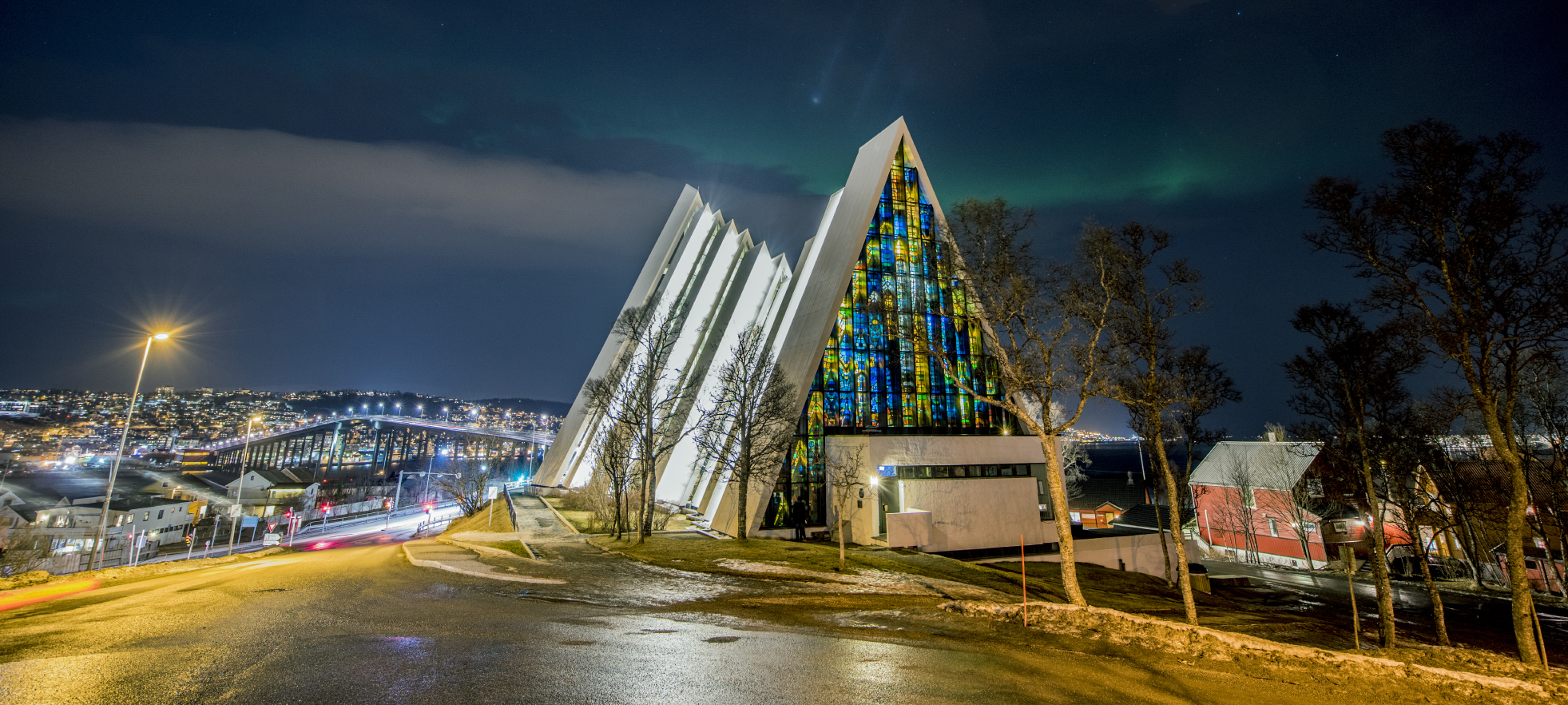
Ночной вид на юго-западный фасад
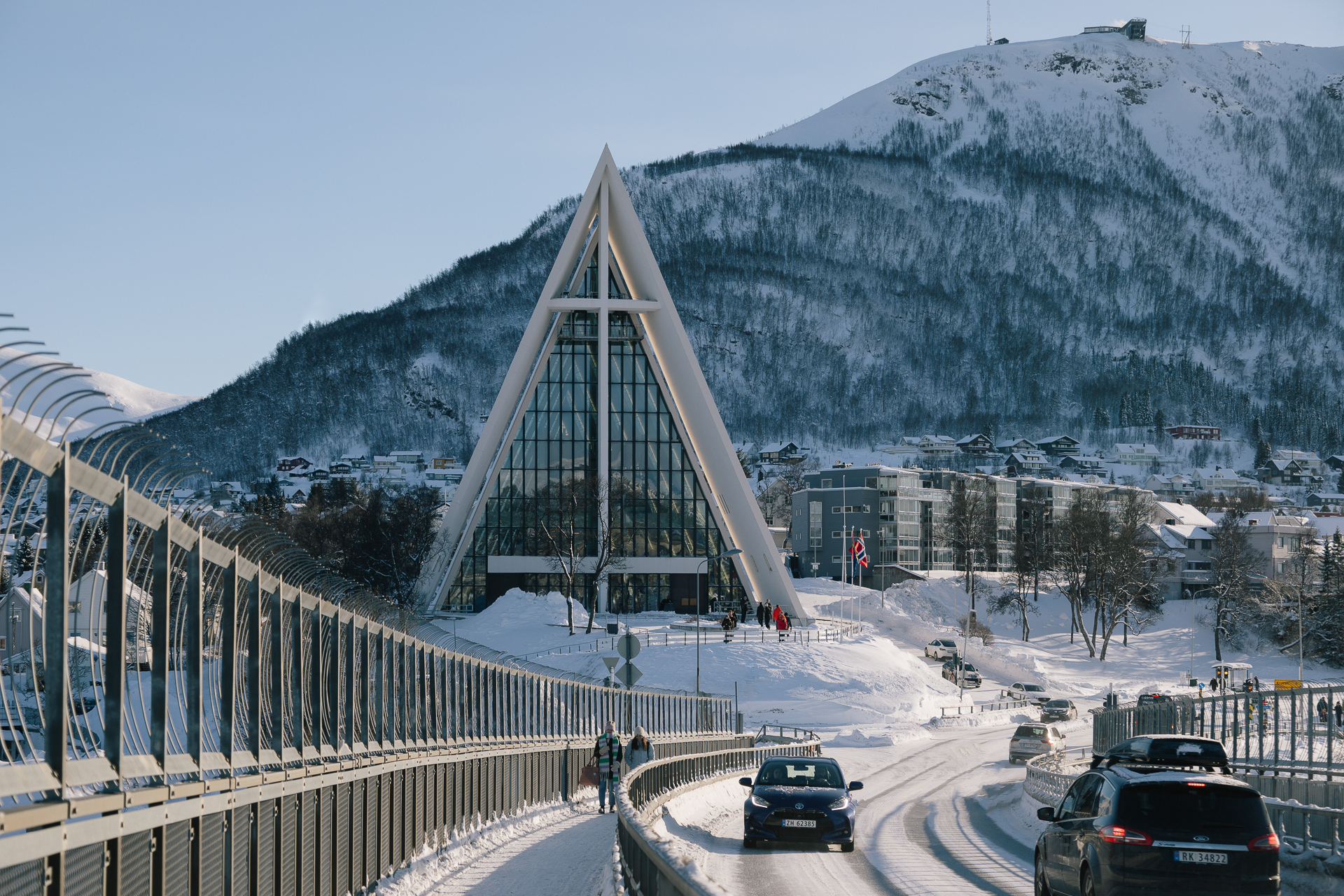
Вид с Тромсёйского моста
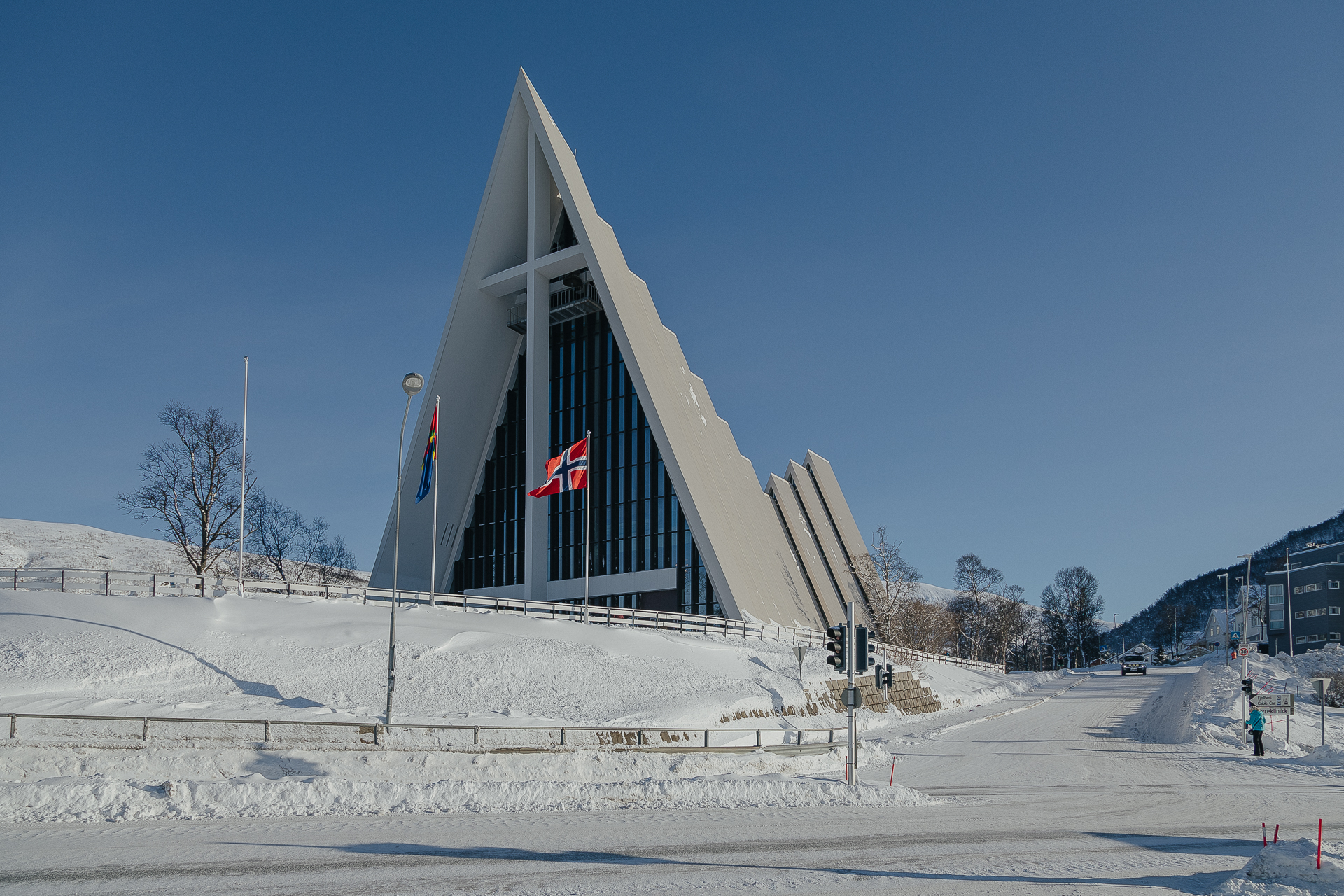
Западный фасад
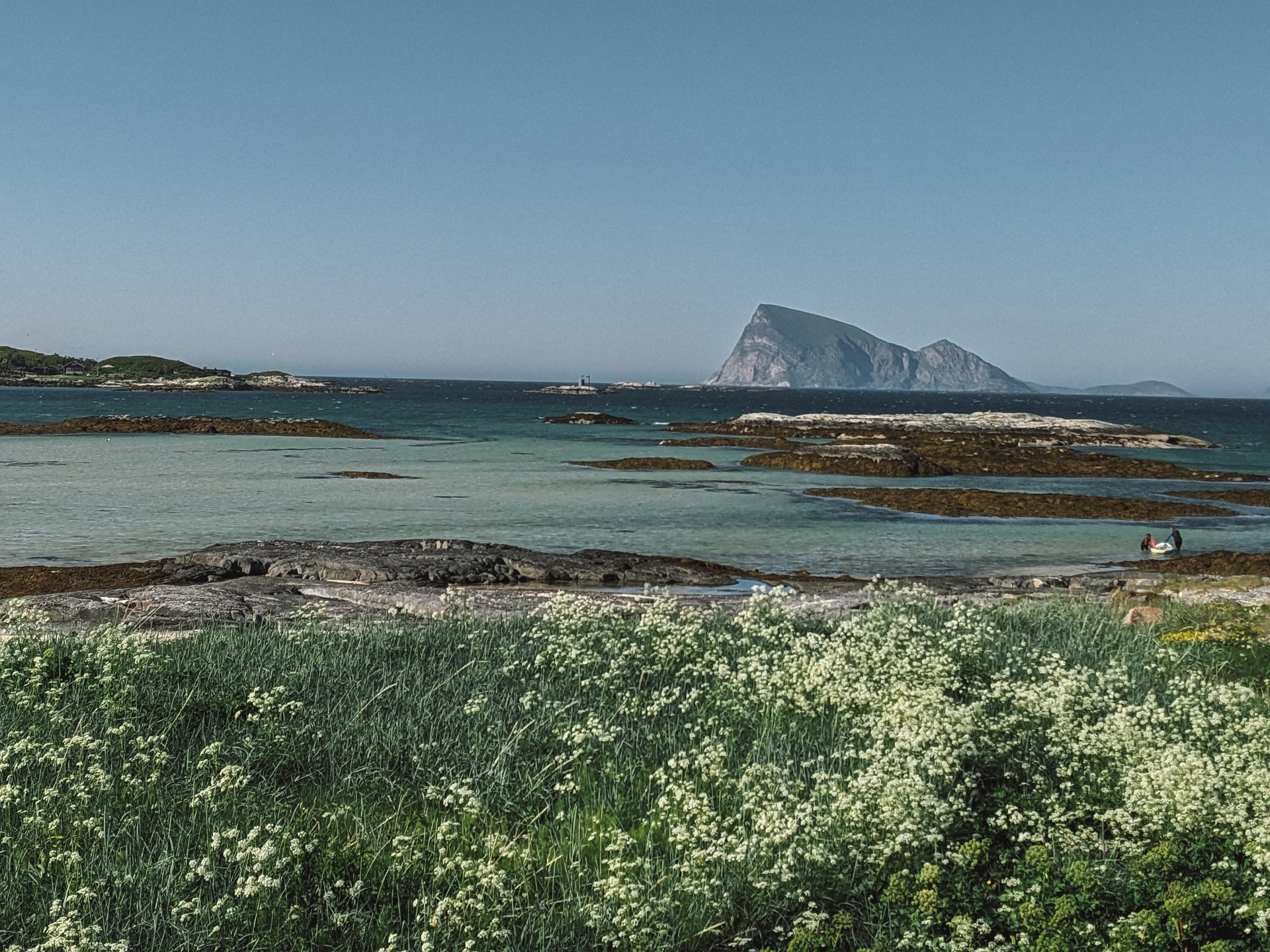
Форма церкви была вдохновлена островом Håja